# Le Voleur de cadavres (film, 1942)
Pour l’article homonyme, voir Le Voleur de cadavres.
Pour plus de détails, voir Fiche technique et Distribution.
Le Voleur de cadavres (The Corpse Vanishes) est un film d'horreur américain de Wallace Fox, sorti en 1942.

## Synopsis

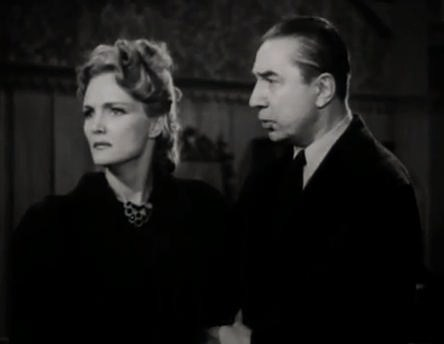

Une petite ville est en proie à une sorte de malédiction, qui éveille la curiosité de la population locale et qui touche les jeunes mariées pendant leurs noces. Celles-ci s'évanouissent toutes pendant la cérémonie et semblent mortes. Une jeune femme, journaliste, décide d'enquêter, et ses investigations la conduisent à une orchidée, fleur empoisonnée qu'un inconnu offre à toutes les mariées, puis à une étrange demeure, celle du Dr Lorenz et de son épouse, mystérieux personnages qui dorment dans des cercueils. Elle va alors découvrir les  étranges agissements du Docteur qui enlève des jeunes femmes que tout le monde croit mortes. 

## Fiche technique
- Titre original : The Corpse Vanishes
- Titre français : Le Voleur de cadavres
- Réalisation : Wallace Fox
- Assistant de réalisation : Arthur Hammond
- Scénario : Sam Robins, Gerald Schnitzer
- Producteurs : Jack Dietz, Sam Katzman, Barney A. Sarecky
- Société de production : Banner Productions
- Directeur de production : Ed W. Rote
- Directeur de la photographie : Art Reed
- Montage : Robert Golden
- Directeur artistique : Dave Milton
- Ingénieur du son : Glen Glenn
- Durée : 64 minutes
- Pays : États-Unis
- Langue : Anglais
- Couleur : Noir et Blanc Format : 1,37 : 1 - Son : Mono
- Date de sortie :
  - États-Unis : 8 mai 1942

## Distribution
- Bela Lugosi : Dr. George Lorenz
- Luana Walters : Patricia Hunter
- Tris Coffin : Dr. Foster
- Elizabeth Russell : La Comtesse Lorenz
- Minerva Urecal : Fagah
- Angelo Rossitto : Toby
- Joan Barclay : Alice Wentworth
- Kenneth Harlan : Keenan
- Gwen Kenyon : Peggy Woods
- Vince Barnett : Sandy, Photographe
- Frank Moran : Angel
- George Eldredge : Mike

Acteurs non crédités
- Gladys Faye  : Mrs. Wentworth
- Sheldon Jett : Burnside
- Eddie Kane :  Représentant du Ministère public
- Murdock MacQuarrie : Le Ministre
- Frank O'Connor : Policier
- Pat Costello